# Cerro Gordo (Carolina del Nord)
Cerro Gordo è un comune degli Stati Uniti d'America, situato nello Stato della Carolina del Nord, nella contea di Columbus.